# Hummin' Comin' at 'Cha
Albums de Xscape
Off the Hook
(1995)
Hummin' Comin' at 'Cha est le nom du premier album du groupe de R'n'B Xscape. Il est produit en totalité par Jermaine Dupri.

## Liste des titres
1. Hummin Comin' At Cha (Intro)
2. Just Kickin' It
3. Pumpin
4. Let Me Know
5. Understanding
6. W.S.S Deez Nuts
7. With You
8. Is My Living In Vain
9. Love On My Mind
10. Tonight
11. Just Kickin' It (Remix)